# Álex Portillo
Alejandro Fernández Portillo, mer känd som Álex Portillo, född 6 november 1992, är en spansk fotbollsspelare som spelar för spanska Torre del Mar.

## Karriär
Inför säsongen 2016 värvades Portillo av Jönköpings Södra. Han gjorde allsvensk debut den 13 maj 2016 i en 1–1-match mot Helsingborgs IF. Efter säsongen 2017 lämnade Portillo klubben. Han spelade därefter mellan 2018 och 2019 för Antequera i Tercera División.
Den 19 juli 2019 värvades Portillo av IF Elfsborg, där han skrev på ett halvårskontrakt. Efter säsongen 2019 lämnade Portillo klubben. Därefter återvände han till Tercera División-klubben Antequera.